# Жар-птица (мультфильм)
«Жар-птица» — мультфильм по мотивам русских народных сказок о Жар-птице.
В фильме использована музыка Игоря Стравинского из оркестровой сюиты «Жар-птица».

## Сюжет мультфильма
В некотором царстве, в некотором государстве объявилась сила тёмная неведомая и совсем народ одолела. А в ту пору когда слух прошёл, что похитила сила тёмная Василису Прекрасную, был Иван Царевич далеко, за тридевять земель. Взял он шапку-невидимку и скатерть-самобранку, сел на Серого Волка и отправился Василису из плена выручать. Вспомнил Иван Царевич про Жар-птицу Огненное перо, что в волшебный сад с золотыми яблоками прилетает. Добрался он до того сада, расстелил скатерть-самобранку под яблоней и шапку-невидимку надел. Дождался когда прилетела Жар-птица и попытался её поймать. Вырвалась она из рук, и лишь одно перо из хвоста ему досталось. А сила тёмная уже сад с чудесными яблонями окружила и к Ивану Царевичу подбиралась. Тогда поднял он перо Жар-птицы над головой и поскакал на Сером Волке прямо на силу тёмную. И расступилась тьма перед Огненным пером. Тогда превратилась сила тёмная в стаю зубастых крылатых чёрных драконов, а перо стало сияющим мечом, которым Иван Царевич перебил всех драконов. На том и кончилась сила тёмная неведомая. Отворил двери темницы Иван Царевич, Василису Прекрасную обнял. А уж когда земля солнцем осветилась да обогрелась, и вовсе на ней злого и тёмного не осталось.

## Создатели
| Автор сценария            | Андрей Хржановский |
| Режиссёр                  | Владимир Самсонов |
| Художник-постановщик      | Маина Новожилова |
| Оператор                  | Эрнст Гаман |
| Композитор                | Игорь Стравинский |
| Звукооператор             | Сергей Кель |
| Художники-мультипликаторы | Светлана Сичкарь, Анатолий Цыбин, Александр Левчик, Михаил Першин, Кирилл Малянтович, Ольга Хорова, А. Распопов, А. Гришанова |
| Художники                 | Елена Косарева, Ирина Черенкова, Ирина Дорошенко, В. Виницкая, Т. Арешкова                                                    |
| Текст читает              | Юрий Пузырёв |
| Монтажёр                  | Людмила Коптева |
| Редактор                  | Валерия Медведовская |
| Директор                  | Лидия Варенцова |

- Создатели приведены по титрам мультфильма.

## Производство
Мультфильм создан в технике живопись по стеклу красками. Режиссёр Владимир Самсонов создал в этой технике в период 1980—1985 года мультфильмы: «Чудеса»(1980), «Огромное небо»(1982), «Свет хлеба»(1983), «Жар-птица»(1984), «Миниатюры»(1985) и другие.